# Hagar

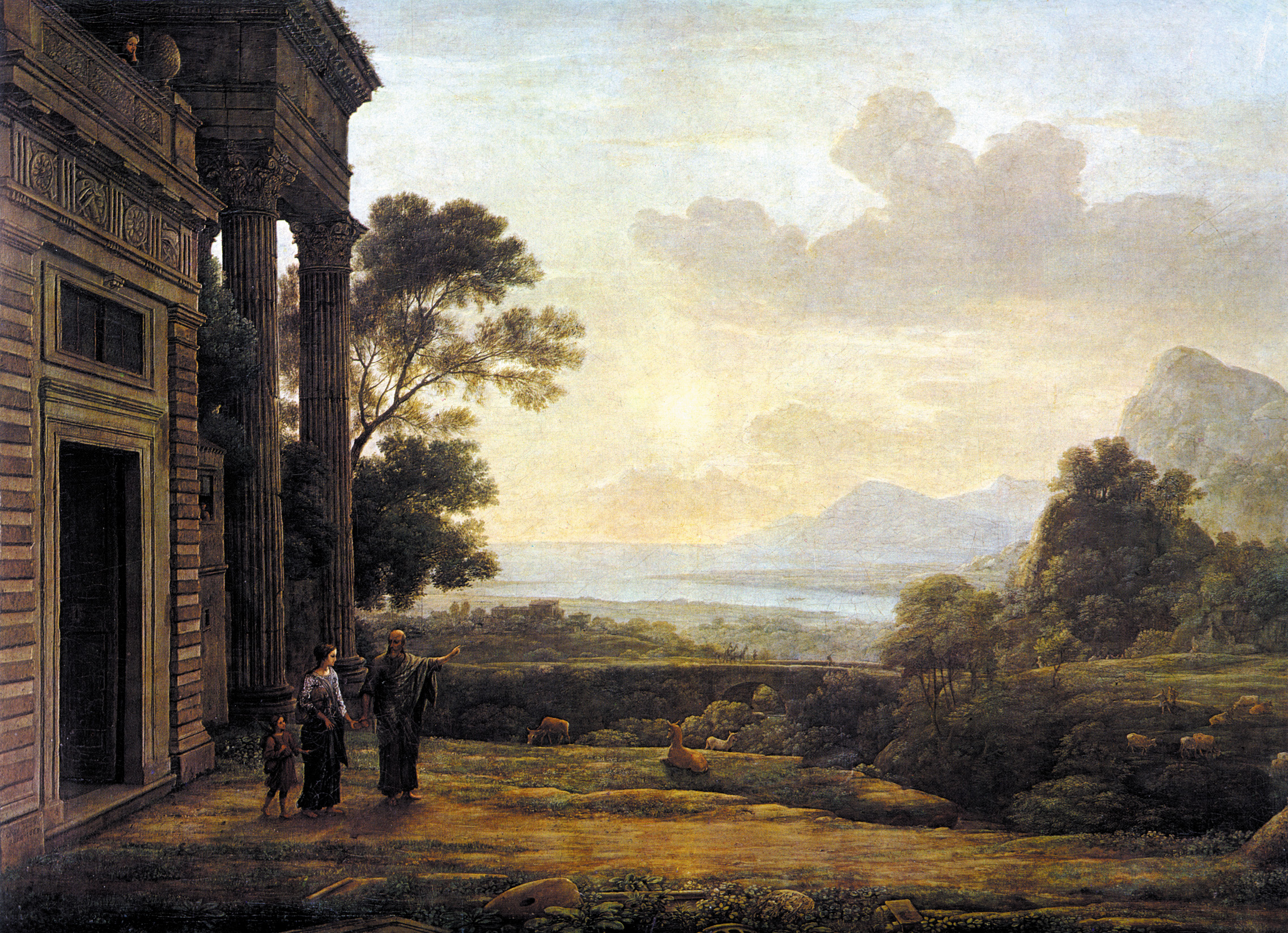
Verstoßung der Hagar, Claude Lorrain, 1668

Hagar (hebräisch הָגָר Hāgār, „Fremde“; arabisch هاجر Hadschar, DMG hāǧar), in der Vulgata Agar, ist im  Alten Testament die ägyptische Magd Saras, Nebenfrau Abrahams und Mutter Ismaels.

## Biblische Erzählung
Da das Paar Abraham und Sara kinderlos zu bleiben scheint, zeugt Abraham auf Bitten seiner Frau mit deren ägyptischer Sklavin Hagar ein Kind. Das von ihr (als Sklavin keine Person im rechtlichen Sinne) geborene Kind würde nach damaliger Rechtsauffassung als Kind der Herrin gelten. Als Hagar merkt, dass sie ein Kind erwartet, zeigt sie Sara ihre Verachtung. Sara rächt sich, indem sie Hagar niedere Arbeiten verrichten lässt. Daraufhin flieht Hagar. An der Quelle auf dem Weg nach Schur erscheint ihr ein Engel und fordert sie auf, zurückzukehren und sich Sara unterzuordnen. Der Engel prophezeit Hagar, dass sie einen Sohn gebären wird, den sie Ismael nennen solle. Dieser werde zum Stammvater vieler Völker.

„Der Engel des Herrn sprach zu ihr: Deine Nachkommen will ich so zahlreich machen, dass man sie nicht zählen kann. Weiter sprach der Engel des Herrn zu ihr: Du bist schwanger, du wirst einen Sohn gebären und ihn Ismael (Gott hört) nennen; denn der Herr hat auf dich gehört in deinem Leid.“

Hagar nennt den Herrn, der zu ihr gesprochen hatte: El Roï („Gott, der mich sieht/nach mir schaut“). Darum nennt sie den Brunnen Beer-Lahai-Roï („Brunnen des Lebendigen, der nach mir schaut“). Er liegt zwischen Kadesch und Bered.

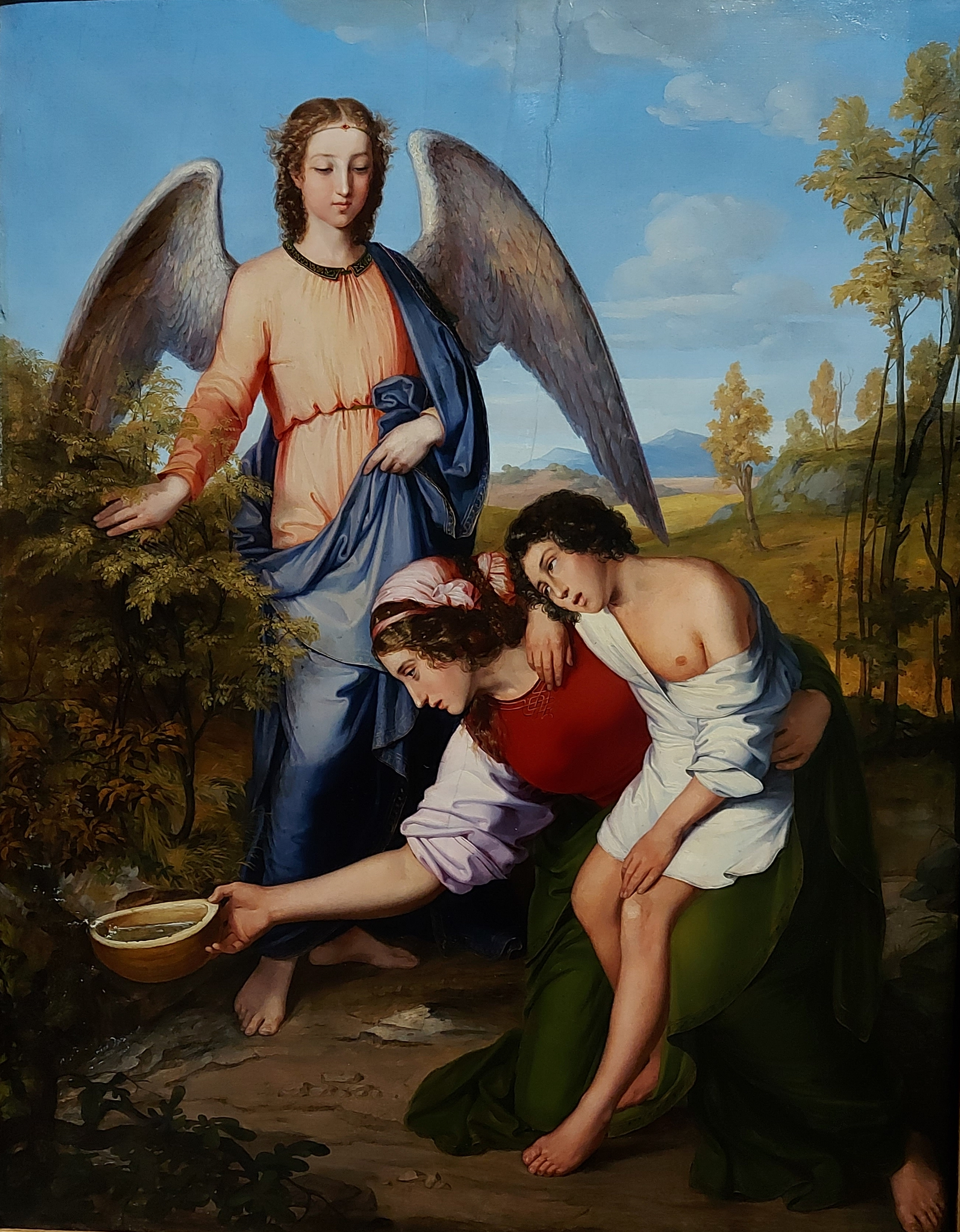
Moritz Daniel Oppenheim: Die Rettung von Hagar und Ismael in der Wüste, 1826

Hagar kehrt daraufhin zurück und bringt Ismael zur Welt. 14 Jahre später wird Sara doch noch Mutter und gebiert Isaak. Da sich Ismael über Isaak lustig macht, werden er und Hagar, auf Saras Wunsch, von Abraham weggeschickt. Sara wünscht nicht, dass beide Söhne gemeinsam erben. Zuerst ist Abraham unwillig, doch als ihm nachts ein Engel erscheint, der Saras Wunsch bestätigt und ihm verspricht, aus seinen beiden Söhnen jeweils ein großes Volk zu machen (Gen 21,12–13 ), gibt er nach und schickt Hagar und Ismael mit Proviant fort. Als ihre Vorräte in der Wüste zu Ende gegangen sind und ihr Sohn dem Tode nahe ist, erscheint Hagar wiederum ein Engel und zeigt ihr einen rettenden Brunnen, bei dem es sich nach islamischer Überlieferung um Zamzam handelt. Die Bibel identifiziert den Brunnen nicht näher. Der Engel wiederholt auch die bereits mehr als vierzehn Jahre früher gegebene Verheißung (Gen 21 ). Die beiden bleiben in der Wüste Paran wohnen und Hagar wählt eine Ägypterin als Frau für Ismael.

## Christliche Deutung
Die Geschichte von Hagar und Ismael war für christliche Theologen genauso wie die von Kain und Abel und die von Esau und Jakob ein Beispiel dafür, wie der jüngere Sohn dem Erstgeborenen vorgezogen wird. Sie verstanden unter dem benachteiligten Älteren das Judentum und unter dem glücklicheren Jüngeren das Christentum. Bereits der Apostel Paulus nutzte die Geschichte für eine Allegorese in seinem Galaterbrief.

„Ihr, die ihr euch dem Gesetz unterstellen wollt, habt ihr denn nicht gehört, was im Gesetz steht? In der Schrift wird gesagt, dass Abraham zwei Söhne hatte, einen von der Sklavin, den andern von der Freien. Der Sohn der Sklavin wurde auf natürliche Weise gezeugt, der Sohn der Freien aufgrund der Verheißung. Darin liegt ein tieferer Sinn: Diese Frauen bedeuten die beiden Testamente. Das eine Testament stammt vom Berg Sinai und bringt Sklaven zur Welt; das ist Hagar – denn Hagar ist Bezeichnung für den Berg Sinai in Arabien – und ihr entspricht das gegenwärtige Jerusalem, das mit seinen Kindern in der Knechtschaft lebt. Das himmlische Jerusalem aber ist frei, und dieses Jerusalem ist unsere Mutter. Denn es steht in der Schrift: Freu dich, du Unfruchtbare, die nie geboren hat, brich in Jubel aus und jauchze, die du nie in Wehen lagst! Denn viele Kinder hat die Einsame, mehr als die Vermählte. Ihr aber, Brüder, seid Kinder der Verheißung wie Isaak. Doch wie damals der Sohn, der auf natürliche Weise gezeugt war, den verfolgte, der kraft des Geistes gezeugt war, so geschieht es auch jetzt. In der Schrift aber heißt es: Verstoß die Sklavin und ihren Sohn! Denn nicht der Sohn der Sklavin soll Erbe sein, sondern der Sohn der Freien. Daraus folgt also, meine Brüder, dass wir nicht Kinder der Sklavin sind, sondern Kinder der Freien.“

## Hagar im Islam
In der islamischen Tradition ist Hagar ebenfalls die zweite Frau von Abraham/Ibrahim. Abweichend von der biblischen Erzählung bringt er Hagar und Ismael nach Mekka. Dort entdeckt Ibrahim, dass die Kaaba, das erste Gotteshaus, erbaut durch den ersten Propheten Adam, in Vergessenheit geraten und zu einer Ruine verkommen ist. Ibrahim wird angewiesen, er solle Hagar und seinen Sohn an diesem Ort zurücklassen. Hagars Suche nach Wasser in der Wüste wird von den Muslimen beim Haddsch, der Wallfahrt nach Mekka, symbolisch nachvollzogen. Die heilige Quelle Zamzam ist nach islamischer Auffassung die an Hagar in ihrer äußersten Not durch Gott (Allah) geschenkte Quelle.
Ismail wird in der Folge zum Stammvater der Araber, er und sein Vater gelten als Propheten des Islams.
Die Gräber Hagars und Ismails sollen sich innerhalb der Hatim genannten halbkreisförmigen weißen Marmormauer an der Nordwestwand der Kaaba befinden.

## Künstlerische Gestaltung

### Bildende Kunst
Das Motiv der Hagar wurde besonders in der holländischen Kunst und in der Barockmalerei (z. B. Hagar in der Wüste (Pittoni))
gestaltet.

### Drama, Literatur
- Die Vertreibung der Hagar. Trauerspiel von Dietzenschmidt 1916.
- Hagars Quell Gedicht von Karl Gerok 1855.[1]
- Der Sohn der Hagar Sozialkritischer Roman von Paul Keller 1907.

### Musik
- Hagars Klage ist das erste vollständig überlieferte Werk für Singstimme und Klavier des jungen Franz Schubert (D 5; datiert: 30. März 1811; Text: Clemens August Schücking (1759–1790)).
- W.C. Handy und James Tim Brymn verfassten 1921 den Aunt Hagar’s Blues.